# Anomiopus brevipes
Anomiopus brevipes là một loài bọ cánh cứng trong họ Bọ hung (Scarabaeidae).